# رامپت
رامپت (به هلندی: Rumpt) یک منطقهٔ مسکونی در هلند است که در خلدرمالسن واقع شده‌است. رامپت ۸۹۲ نفر جمعیت دارد.